# Hillel Manoah
Hillel Manoah sau Hillel Manoach (n. 1797 – d. 1862) a fost un bancher și un filantrop evreu român și consul onorific al Imperiului otoman, președinte al comunității evreilor de rit spaniol din București.
Hillel Manoah era evreu de rit spaniol, fiul unui mare bancher cu relații în centrele financiare Europene. A fost pașopist și după Revoluția de la 1848 din Țara Românească a fost numit la Sfatul orășenesc al Capitalei. El a acordat împrumuturi vistieriei statului între anii 1833-1850 și l-a creditat pe Alexandru Ghica.
Hillel Manoah a creat Premiul Hillel, început cu un fond de 100.000 de lei aur și ajuns în 1893 la suma de 270.000 lei aur. Universitatea din București a acordat, din acest fond, multe burse și premii pentru lucrări de seamă.